# Écourt-Saint-Quentin
Pour les articles homonymes, voir Saint-Quentin (homonymie).
Écourt-Saint-Quentin est une commune française située dans le département du Pas-de-Calais en région Hauts-de-France. Ses habitants sont appelés les Écourtois.
La commune fait partie de la communauté de communes Osartis Marquion qui regroupe 49 communes et compte 42 651 habitants en 2021.

## Géographie

### Localisation
Localisée dans le sud-est du département du Pas-de-Calais et limitrophe du département du Nord, Écourt-Saint-Quentin est une commune de la vallée de la Sensée située, à vol d'oiseau, à 13 km au sud de la commune de Douai (aire d'attraction) et à 22 km au sud-est de la commune d’Arras (chef-lieu d'arrondissement et préfecture du Pas-de-Calais).
Le territoire de la commune est limitrophe de ceux de huit communes, dont trois, Arleux, Hamel et Lécluse,  dans le département du Nord.
Les communes limitrophes sont  Arleux, Hamel, Lécluse, Oisy-le-Verger, Palluel, Rumaucourt, Récourt et Saudemont.

### Géologie et relief
La superficie de la commune est de 9,49 km2 ; son altitude varie de 35  à   73 m.

### Hydrographie
Le territoire de la commune est situé dans le bassin Artois-Picardie.
La commune est traversée par six cours d'eau : 
- la rivière la Sensée, d'une longueur de 27,07 km, qui prend sa source dans la commune de Saint-Léger et se jette dans le canal du Nord au niveau de la commune d'Arleux[4] ;

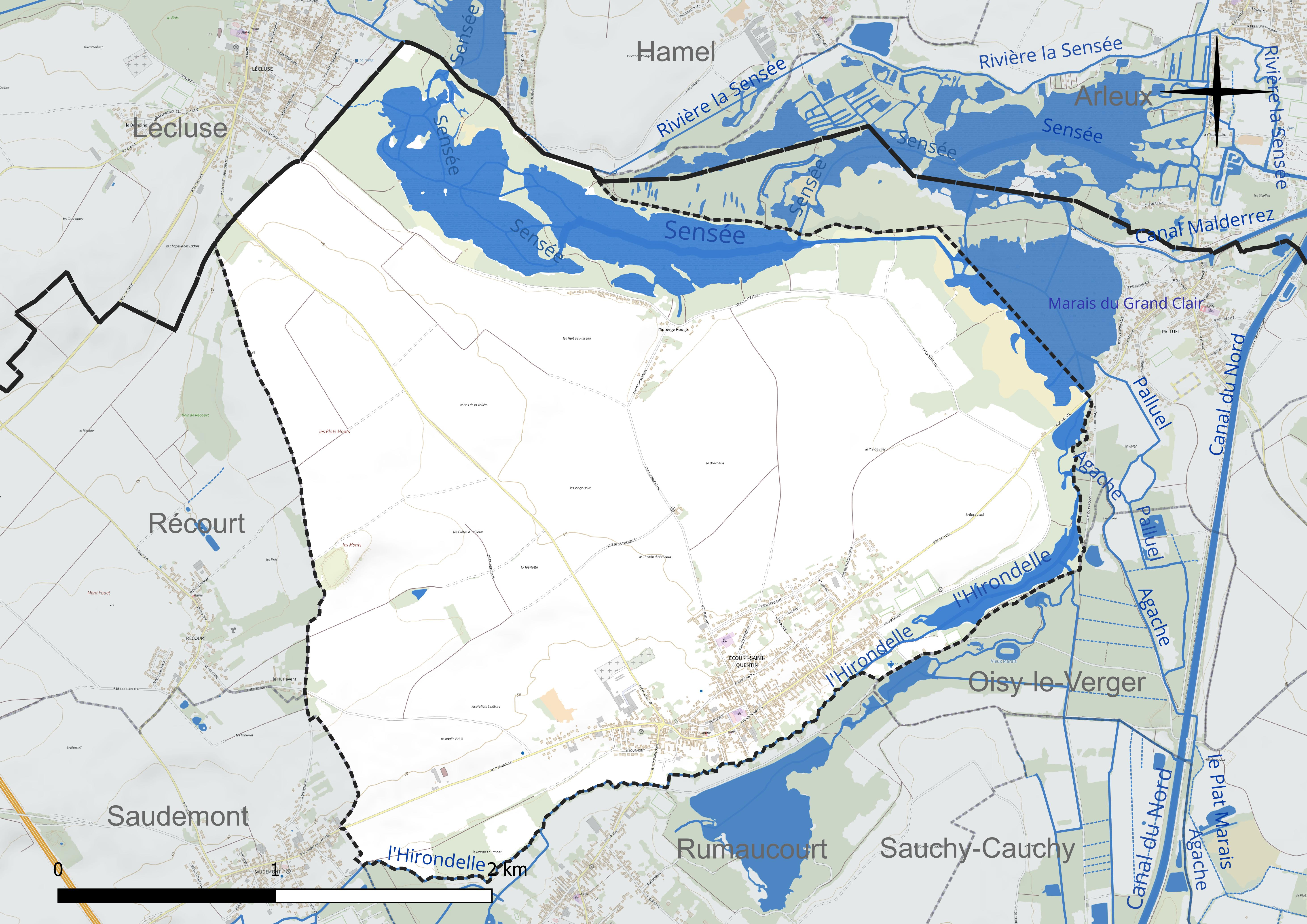
Réseau hydrographique d'Écourt-Saint-Quentin.

- l'Agache, d'une longueur de 11,54 km, qui prend sa source dans la commune d'Inchy-en-Artois et finit sa course dans la commune de Palluel[5] ;
- la rivière de la Sensée, d'une longueur de 9,92 km, qui prend sa source dans la commune d'Étaing et se jette dans la Sensée au niveau de la commune d'Arleux[6] ;
- l'Hirondelle d'Ecourt-St-Quentin, d'une longueur de 6,33 km, qui prend sa source dans la commune de Saudemont et se jette dans l'Agache au niveau de la commune[7] ;
- le canal Malderrez, d'une longueur de 2,65 km, qui prend sa source dans la commune d'Arleux et se jette dans la Sensée au niveau de la commune[8] ;
- l'Auberge Rouge, d'une longueur de 0,42 km, qui prend sa source dans la commune et se jette dans la Sensée au niveau de la commune[9].

### Climat
Pour des articles plus généraux, voir Climat des Hauts-de-France et Climat du Pas-de-Calais.
En 2010, le climat de la commune est de type climat océanique dégradé des plaines du Centre et du Nord, selon une étude du CNRS s'appuyant sur une série de données couvrant la période 1971-2000. En 2020, Météo-France publie une typologie des climats de la France métropolitaine dans laquelle la commune est exposée à un climat océanique et est dans la région climatique Nord-est du bassin Parisien, caractérisée par un ensoleillement médiocre, une pluviométrie moyenne régulièrement répartie au cours de l’année et un hiver froid (3 °C).
Pour la période 1971-2000, la température annuelle moyenne est de 10,5 °C, avec une amplitude thermique annuelle de 14,6 °C. Le cumul annuel moyen de précipitations est de 698 mm, avec 12,3 jours de précipitations en janvier et 9,2 jours en juillet. Pour la période 1991-2020, la température moyenne annuelle observée sur la station météorologique la plus proche, située sur la commune d'Épinoy à 7 km à vol d'oiseau, est de 10,9 °C et le cumul annuel moyen de précipitations est de 702,9 mm,. Pour l'avenir, les paramètres climatiques de la commune estimés pour 2050 selon différents scénarios d'émission de gaz à effet de serre sont consultables sur un site dédié publié par Météo-France en novembre 2022.

### Milieux naturels et biodiversité
Écourt-Saint-Quentin est une halte verte au cœur de la vallée de la Sensée.

#### Espace protégé et géré
La protection réglementaire est le mode d’intervention le plus fort pour préserver des espaces naturels remarquables et leur biodiversité associée.
Dans ce cadre, la commune fait partie d'un espace protégé : le marais de Rumaucourt, d’une superficie de 61,544 ha, terrain géré (location, convention de gestion) par le Conservatoire d'espaces naturels des Hauts-de-France.

Les marais
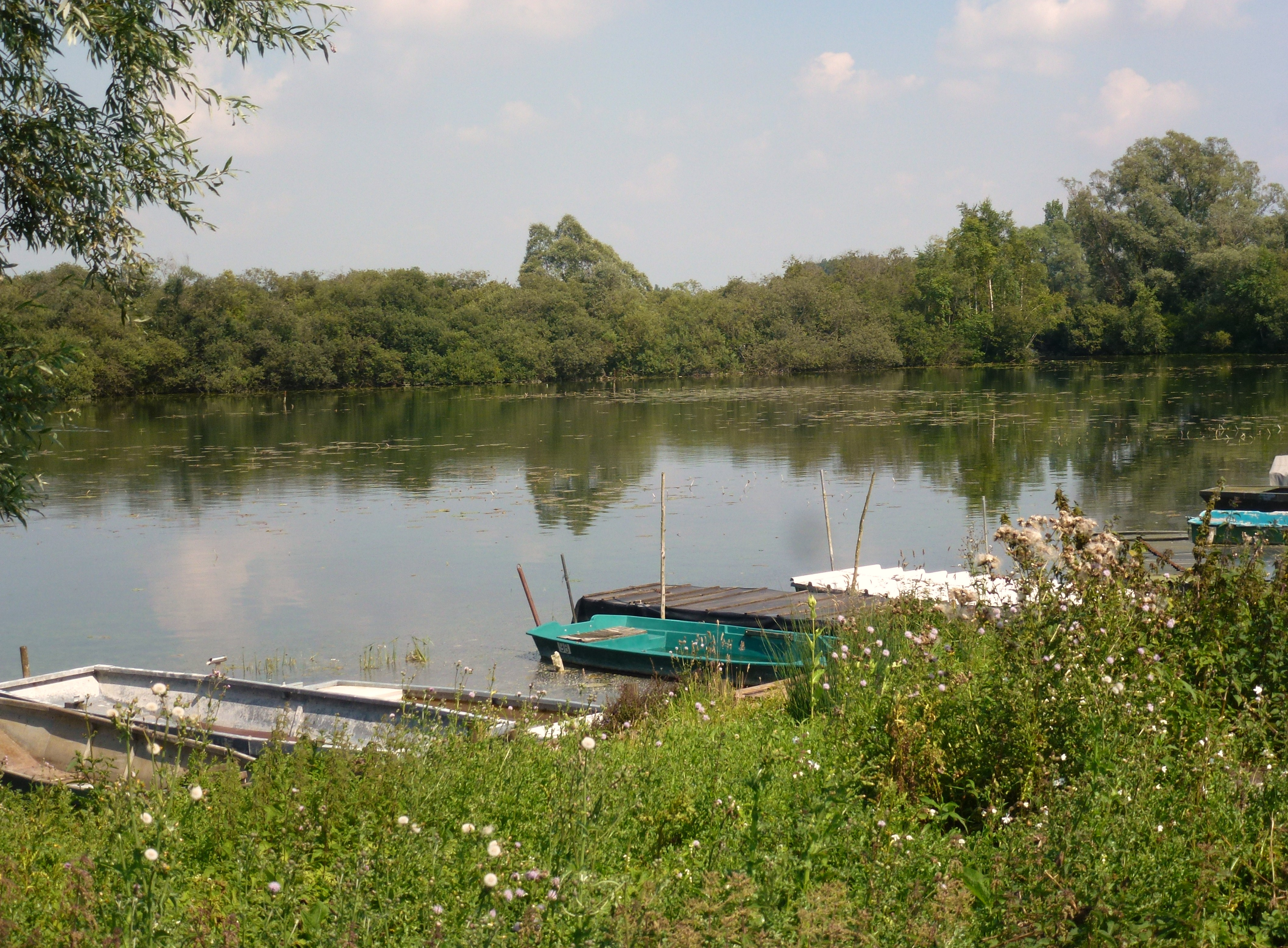
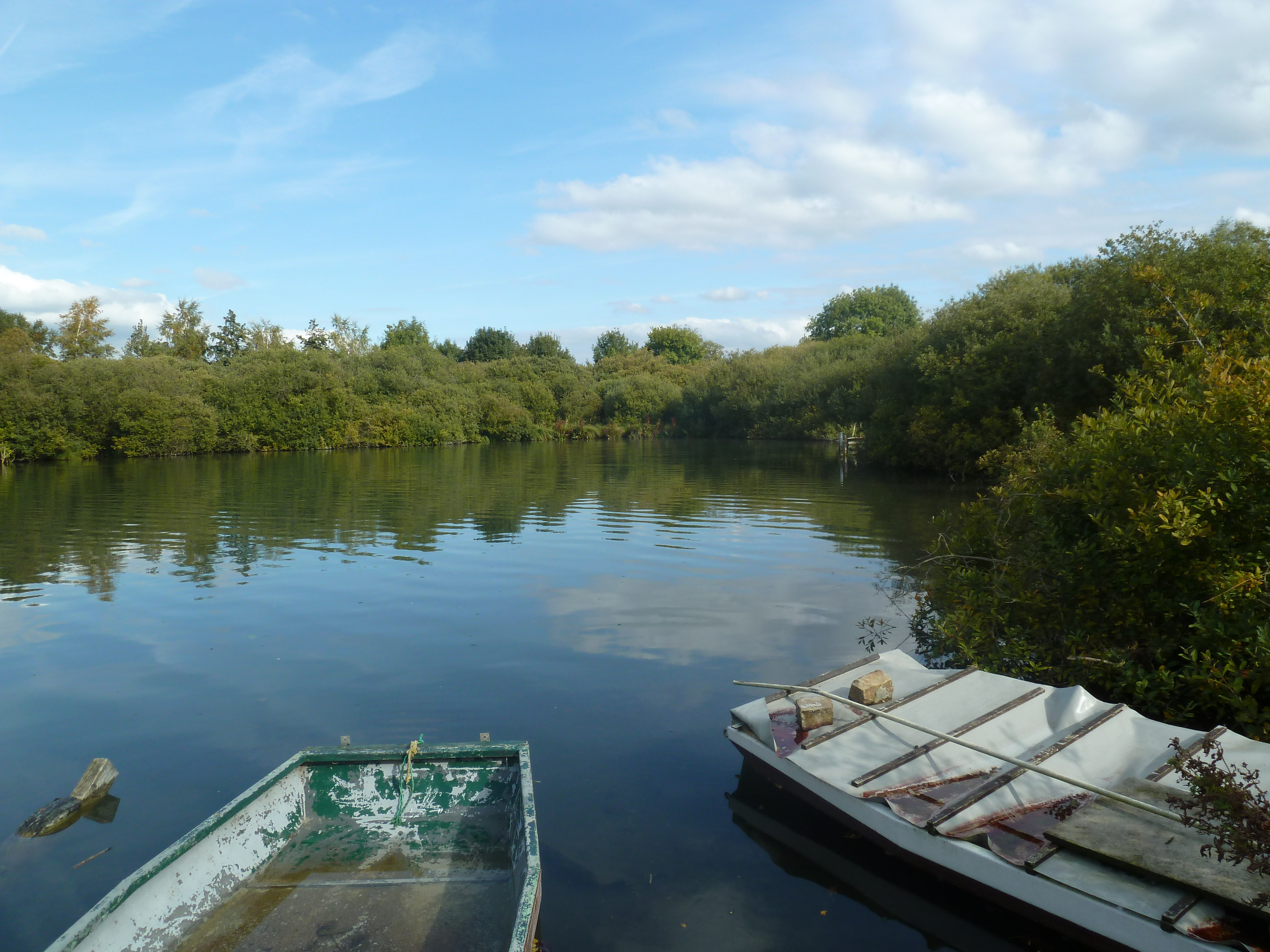
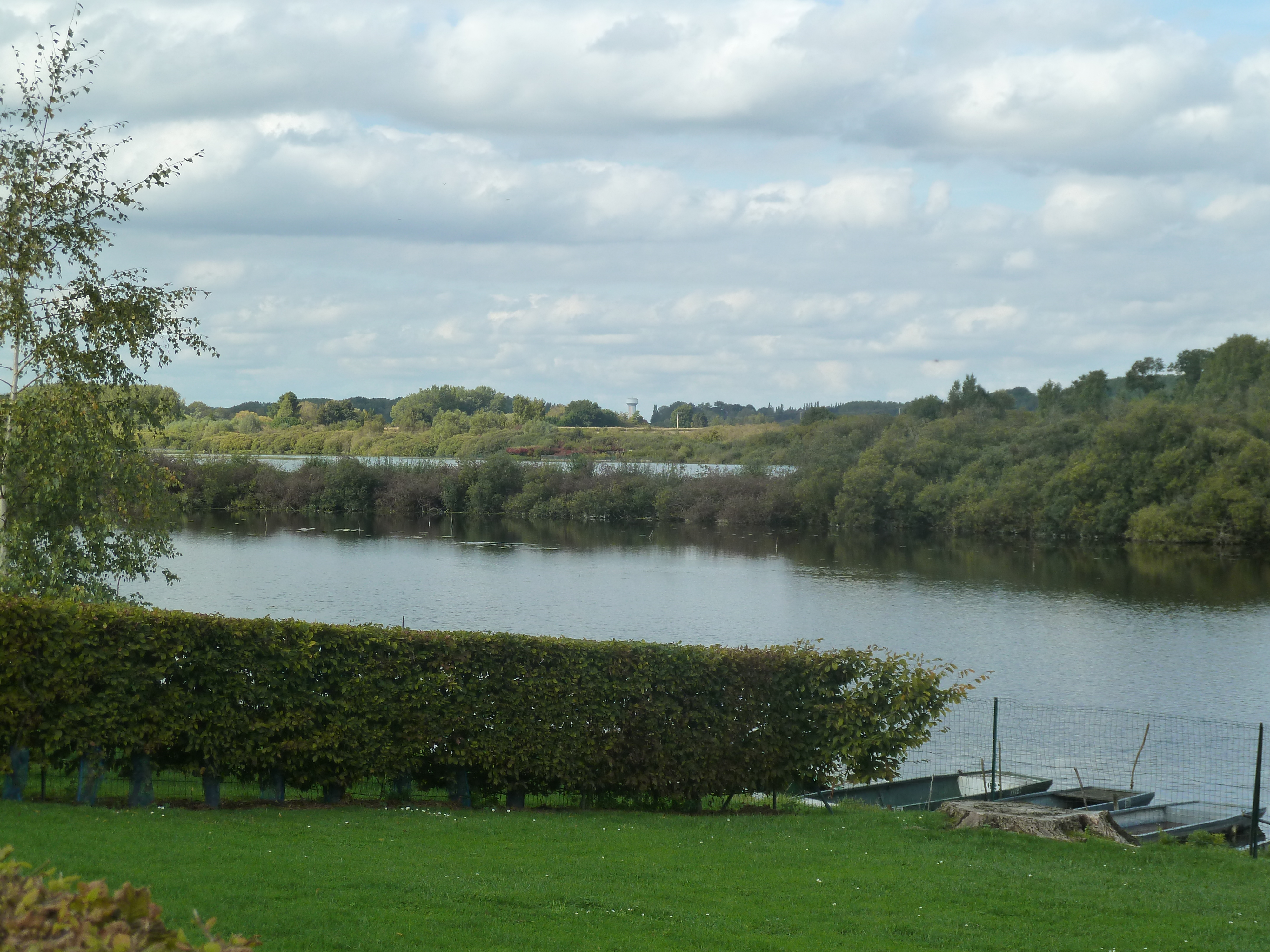

#### Zones naturelles d'intérêt écologique, faunistique et floristique
L’inventaire des zones naturelles d'intérêt écologique, faunistique et floristique (ZNIEFF) a pour objectif de réaliser une couverture des zones les plus intéressantes sur le plan écologique, essentiellement dans la perspective d’améliorer la connaissance du patrimoine naturel national et de fournir aux différents décideurs un outil d’aide à la prise en compte de l’environnement dans l’aménagement du territoire.
Le territoire communal comprend une ZNIEFF de type 1 : les marais d'Arleux, de Palluel, de Saudemont, d'Écourt-Saint-Quentin, de Rumaucourt et d'Oisy-le-Verger. C'est un vaste complexe marécageux de 791 ha constitué d'étangs, de boisements tourbeux, de peupleraies et de prairies alluviales et qui comporte une grande diversité de végétations aquatiques, amphibies et hygrophiles.
et une ZNIEFF de type 2 : le complexe écologique de la vallée de la Sensée. Cette ZNIEFF de la vallée de la Sensée s’étend sur plus de 20 km depuis les communes de Remy et Haucourt jusqu’à la confluence de la rivière canalisée avec l’Escaut. Elle forme une longue dépression à fond tourbeux, creusée entre des plateaux aux larges ondulations ; Ostrevent au Nord, bas-Artois au Sud et Cambrésis à l’Est.

Carte des ZNIEFF de type 1 et 2 sur la commune
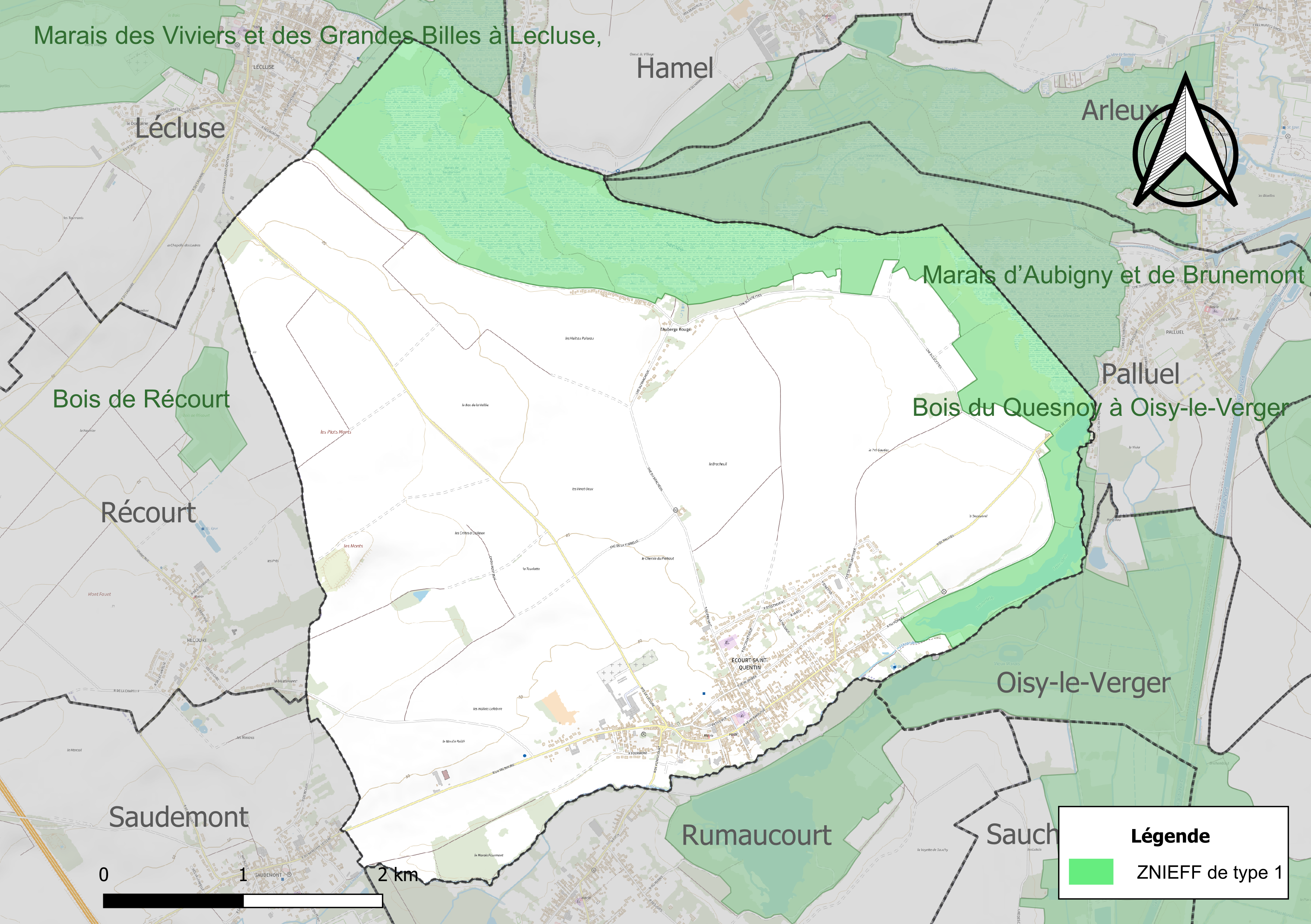
Carte de la ZNIEFF de type 1 sur la commune.
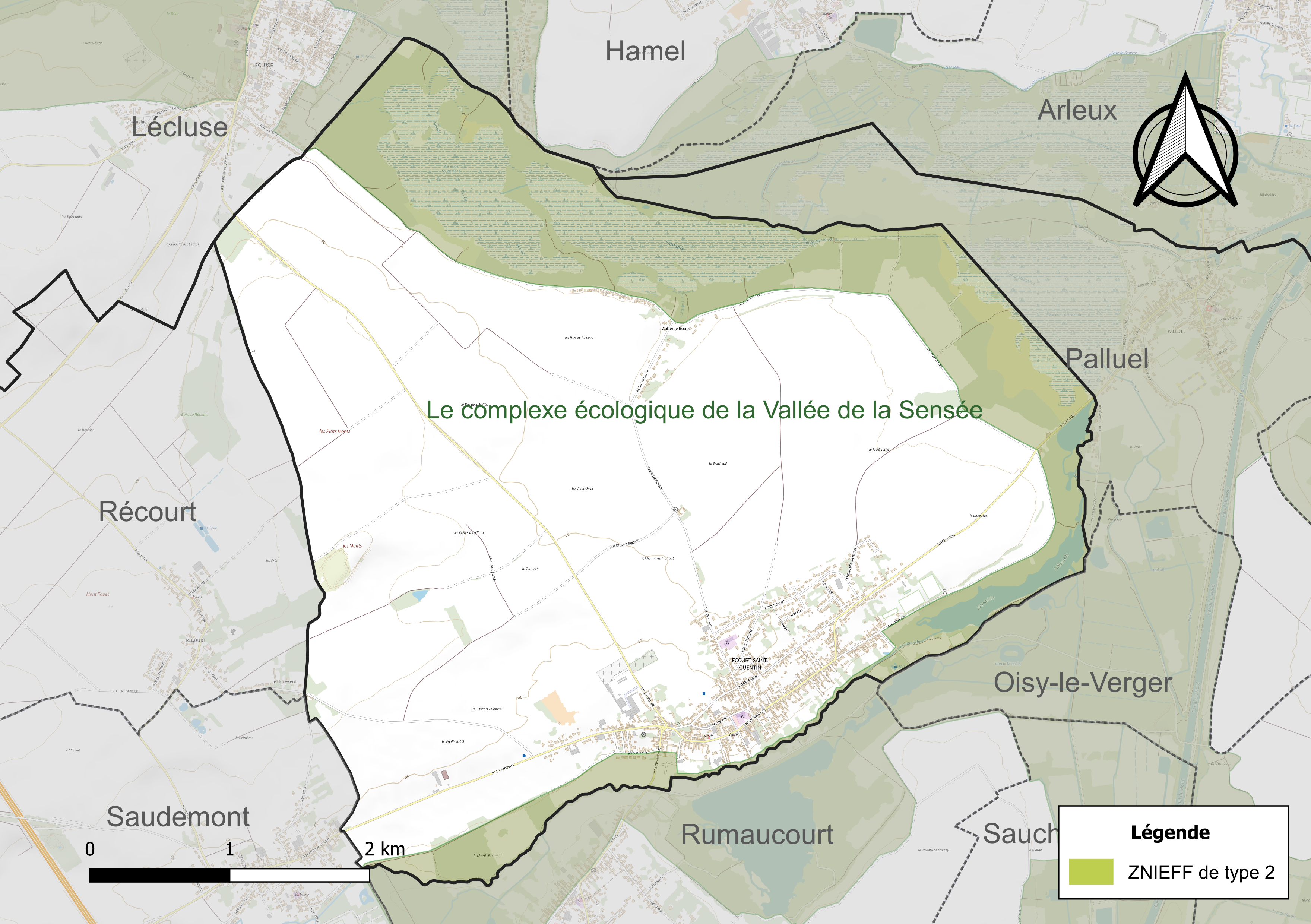
Carte de la ZNIEFF de type 2 sur la commune.

## Urbanisme

### Typologie
Au 1er janvier 2024, Écourt-Saint-Quentin est catégorisée bourg rural, selon la nouvelle grille communale de densité à sept niveaux définie par l'Insee en 2022.
Elle est située hors unité urbaine. Par ailleurs la commune fait partie de l'aire d'attraction de Douai, dont elle est une commune de la couronne,. Cette aire, qui regroupe 61 communes, est catégorisée dans les aires de 50 000 à moins de 200 000 habitants,.

### Occupation des sols
L'occupation des sols de la commune, telle qu'elle ressort de la base de données européenne d’occupation biophysique des sols Corine Land Cover (CLC), est marquée par l'importance des territoires agricoles (70,8 % en 2018), une proportion sensiblement équivalente à celle de 1990 (71,6 %). La répartition détaillée en 2018 est la suivante : 
terres arables (70,5 %), eaux continentales (10,9 %), zones urbanisées (9 %), zones humides intérieures (5,8 %), forêts (3,5 %), zones agricoles hétérogènes (0,3 %). L'évolution de l’occupation des sols de la commune et de ses infrastructures peut être observée sur les différentes représentations cartographiques du territoire : la carte de Cassini (XVIIIe siècle), la carte d'état-major (1820-1866) et les cartes ou photos aériennes de l'IGN pour la période actuelle (1950 à aujourd'hui).

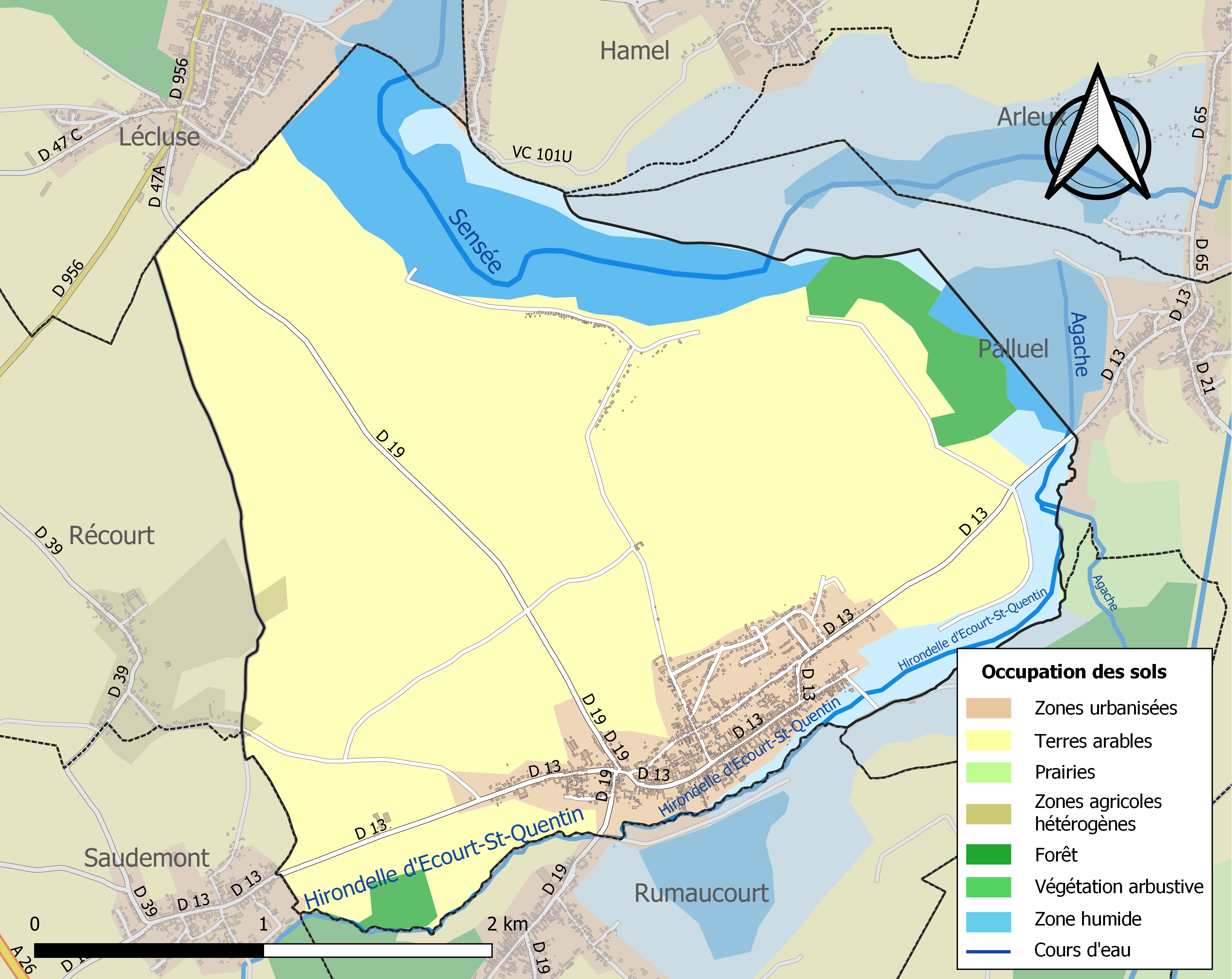
Carte des infrastructures et de l'occupation des sols de la commune en 2018 (CLC).

### Voies de communication et transports

#### Voies de communication
La commune est desservie par les routes départementales D 19 et D 13 et est située à 10 km, au nord, de la sortie no 8 de l'autoroute A 26, aussi appelé autoroute des Anglais, reliant Calais à Troyes.

#### Transport ferroviaire
La commune se trouve à 10 km, à l'ouest, de la gare d'Aubigny-au-Bac , située sur la ligne de Saint-Just-en-Chaussée à Douai, desservie par des trains TER Hauts-de-France.

## Toponymie
Le nom de la localité est attesté sous les formes Ahilcurt en 1081 ; Haicort en 1115 ; Hicort en 1186 ; Hailcort en 1125 ; Hailcurth en 1145 ; Hailcurt en 1152 ; Ailcurt en 1167 ; Aicort en 1171 ; Ailcort en 1178 ; Aicurt en 1186 ; Aycourt en 1276 ; Escourt au XIIIe siècle ; Écou-Saint-Quentin en 1559 ; Escou-Saint-Quentin en 1720 ; Aycourt-Saint-Quentin au XVIIIe siècle ; Écourt-le-Long en 1793, Ecourt Saint Quentin en 1793 ; Ecourt-Saint-Quentin et Écourt-Saint-Quentin depuis 1801.

## Histoire
La commune est décorée de la croix de guerre 1914-1918 par décret du 23 septembre 1920, distinction également attribuée à 276 autres communes du Pas-de-Calais.

## Politique et administration

### Découpage territorial
La commune se trouve  dans l'arrondissement d'Arras du département du Pas-de-Calais, depuis 1801.

#### Commune et intercommunalités
Écourt-Saint-Quentin était membre de la communauté de communes de Marquion, un établissement public de coopération intercommunale (EPCI) à fiscalité propre créé fin 2000 et auquel la commune avait transféré un certain nombre de ses compétences, dans les conditions déterminées par le code général des collectivités territoriales.
Dans le cadre du schéma départemental de coopération intercommunale approuvé par le préfet du Pas-de-Calais le 22 décembre 2011, cette intercommunalité a fusionné avec sa voisine pour former, le 1er janvier 2014, la communauté de communes Osartis Marquion dont est désormais membre la commune.

#### Circonscriptions administratives
Elle faisait partie depuis 1801 du canton de Marquion. Dans le cadre du redécoupage cantonal de 2014 en France, cette circonscription administrative territoriale a disparu, et le canton n'est plus qu'une circonscription électorale.
Pour les élections départementales, la commune fait partie depuis 2014 du canton de Bapaume

#### Circonscriptions électorales
Pour l'élection des députés, elle fait partie de la première circonscription du Pas-de-Calais.

### Élections municipales et communautaires

#### Liste des maires
| Période                                  | Période                      | Identité         | Étiquette | Qualité                                                        |
| ---------------------------------------- | ---------------------------- | ---------------- | --------- | -------------------------------------------------------------- |
| Les données manquantes sont à compléter. |                              |                  |           |                                                                |
| 1935                                     | 1936                         | Léon Décaudin    | LDIV      |                                                                |
| Les données manquantes sont à compléter. |                              |                  |           |                                                                |
| 1944                                     |                              | Léon Décaudin    | LDIV      |                                                                |
|                                          |                              | Roger Denimal    | LDIV      |                                                                |
| Les données manquantes sont à compléter. |                              |                  |           |                                                                |
| 1971                                     | 1989                         | Marc Buissart    | LDIV      | Pharmacien                                                     |
| 1989                                     | 1995                         | Marie Mathon     | LDIV      | Institutrice et directrice de l'école maternelle jusqu'en 2000 |
| 1995                                     | 2014                         | Edmond Gazel     | LDIV      |                                                                |
| 2014                                     | En cours (au 7 juillet 2021) | Stéphane Tonelle | LDIV      | Policier, Réélu pour le mandat 2020-2026                       |

## Équipements et services publics

### Espaces publics
La commune fait partie des villages labellisés Village Patrimoine, qui œuvrent à mettre en avant leurs patrimoines matériels et/ou immatériels (historique, culturel, naturel, architectural, etc.).

### Enseignement

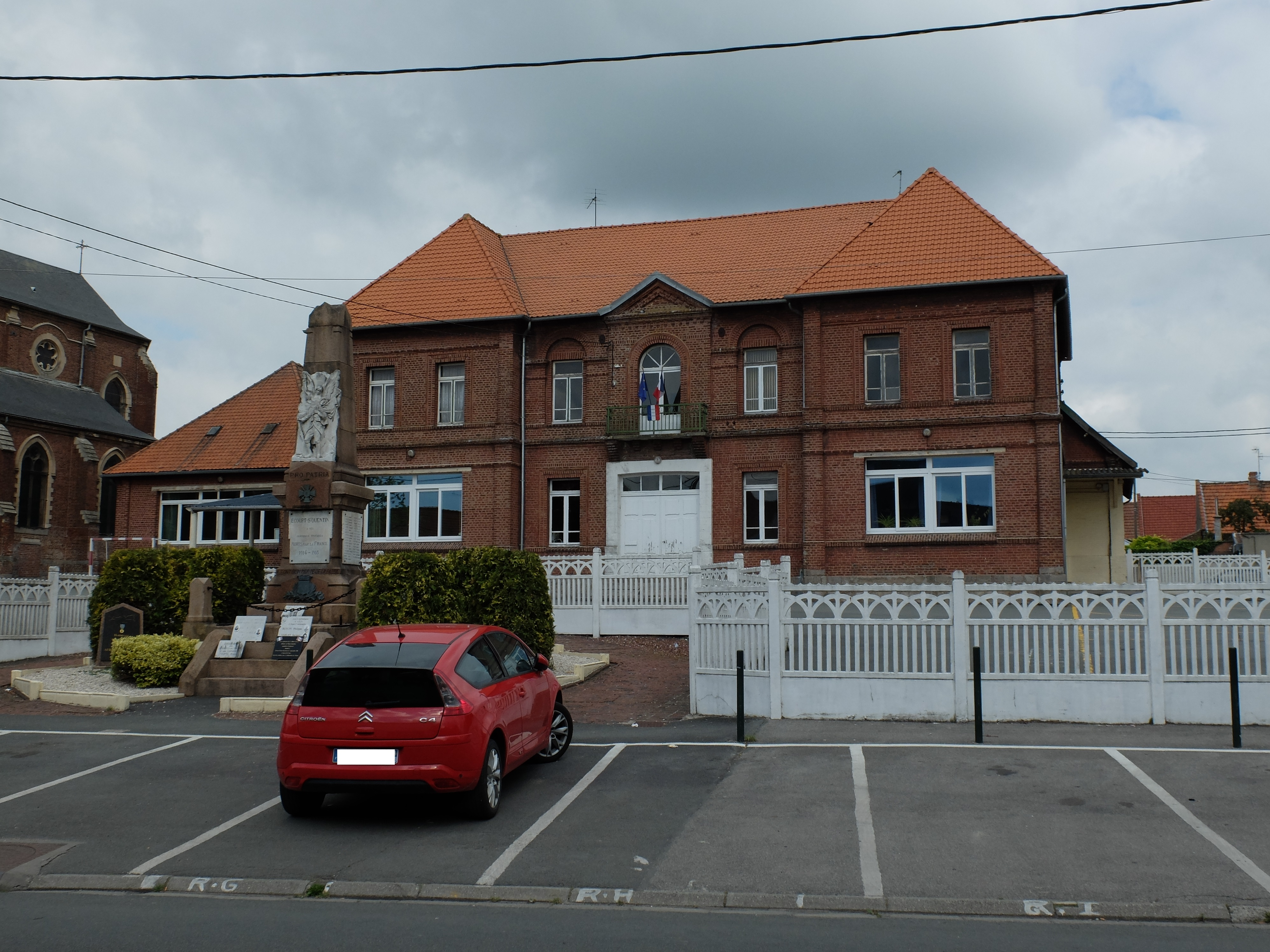
L'école communale.

La commune est située dans l'académie de Lille et dépend, pour les vacances scolaires, de la zone B.
La commune administre une école maternelle et une école élémentaire.

### Justice, sécurité, secours et défense
La commune dépend du tribunal judiciaire d'Arras, du conseil de prud'hommes d'Arras, de la cour d'appel de Douai, du tribunal de commerce d'Arras, du tribunal administratif de Lille, de la cour administrative d'appel de Douai, du pôle nationalité du tribunal judiciaire d’Arras et du tribunal pour enfants d'Arras.

## Population et société

### Démographie
Les habitants sont appelés les Écourtois.

#### Évolution démographique
L'évolution du nombre d'habitants est connue à travers les recensements de la population effectués dans la commune depuis 1793. Pour les communes de moins de 10 000 habitants, une enquête de recensement portant sur toute la population est réalisée tous les cinq ans, les populations de référence des années intermédiaires étant quant à elles estimées par interpolation ou extrapolation. Pour la commune, le premier recensement exhaustif entrant dans le cadre du nouveau dispositif a été réalisé en 2004.

En 2022, la commune comptait 1 692 habitants, en évolution de +1,44 % par rapport à 2016 (Pas-de-Calais : −0,72 %, France hors Mayotte : +2,11 %).
| 1793  | 1800  | 1806  | 1821  | 1831  | 1836  | 1841  | 1846  | 1851  |
| ----- | ----- | ----- | ----- | ----- | ----- | ----- | ----- | ----- |
| 1 574 | 2 000 | 2 045 | 2 067 | 2 033 | 1 815 | 1 824 | 1 803 | 1 804 |

| 1856  | 1861  | 1866  | 1872  | 1876  | 1881  | 1886  | 1891  | 1896  |
| ----- | ----- | ----- | ----- | ----- | ----- | ----- | ----- | ----- |
| 1 802 | 1 894 | 1 976 | 1 995 | 2 027 | 1 990 | 1 890 | 1 934 | 1 859 |

| 1901  | 1906  | 1911  | 1921  | 1926  | 1931  | 1936  | 1946  | 1954  |
| ----- | ----- | ----- | ----- | ----- | ----- | ----- | ----- | ----- |
| 1 803 | 1 825 | 1 786 | 1 362 | 1 365 | 1 383 | 1 443 | 1 409 | 1 422 |

| 1962  | 1968  | 1975  | 1982  | 1990  | 1999  | 2004  | 2006  | 2009  |
| ----- | ----- | ----- | ----- | ----- | ----- | ----- | ----- | ----- |
| 1 485 | 1 527 | 1 510 | 1 657 | 1 771 | 1 731 | 1 753 | 1 734 | 1 749 |

| 2014  | 2019  | 2022  | - | - | - | - | - | - |
| ----- | ----- | ----- | - | - | - | - | - | - |
| 1 683 | 1 685 | 1 692 | - | - | - | - | - | - |

#### Pyramide des âges
En 2018, le taux de personnes d'un âge inférieur à 30 ans s'élève à 31,5 %, soit en dessous de la moyenne départementale (36,7 %). À l'inverse, le taux de personnes d'âge supérieur à 60 ans est de 29,4 % la même année, alors qu'il est de 24,9 % au niveau départemental.
En 2018, la commune comptait 811 hommes pour 868 femmes, soit un taux de 51,7 % de femmes, légèrement supérieur au taux départemental (51,5 %).
Les pyramides des âges de la commune et du département s'établissent comme suit.
| Hommes | Classe d’âge | Femmes |
| ------ | ------------ | ------ |
| 0,5    | 90 ou +      | 1,3    |
| 6,5    | 75-89 ans    | 10,6   |
| 19,0   | 60-74 ans    | 20,8   |
| 22,6   | 45-59 ans    | 19,2   |
| 18,1   | 30-44 ans    | 18,4   |
| 16,2   | 15-29 ans    | 13,4   |
| 17,1   | 0-14 ans     | 16,4   |

| Hommes | Classe d’âge | Femmes |
| ------ | ------------ | ------ |
| 0,5    | 90 ou +      | 1,6    |
| 5,6    | 75-89 ans    | 8,9    |
| 16,7   | 60-74 ans    | 18,1   |
| 20,2   | 45-59 ans    | 19,2   |
| 18,9   | 30-44 ans    | 18,1   |
| 18,2   | 15-29 ans    | 16,2   |
| 19,9   | 0-14 ans     | 17,9   |

## Culture locale et patrimoine

### Lieux et monuments
- L'église Saint-Quentin transformée en style néogothique par Charles Leroy, l'architecte de la cathédrale Notre-Dame-de-la-Treille de Lille. On peut y voir la sculpture bois du supplice de Saint Quentin, datant de la première moitié du XVIIe siècle, classée au titre d'objet des monuments historiques depuis le 2 mai 1959[43], et un reliquaire.
- Le monument aux morts[44].

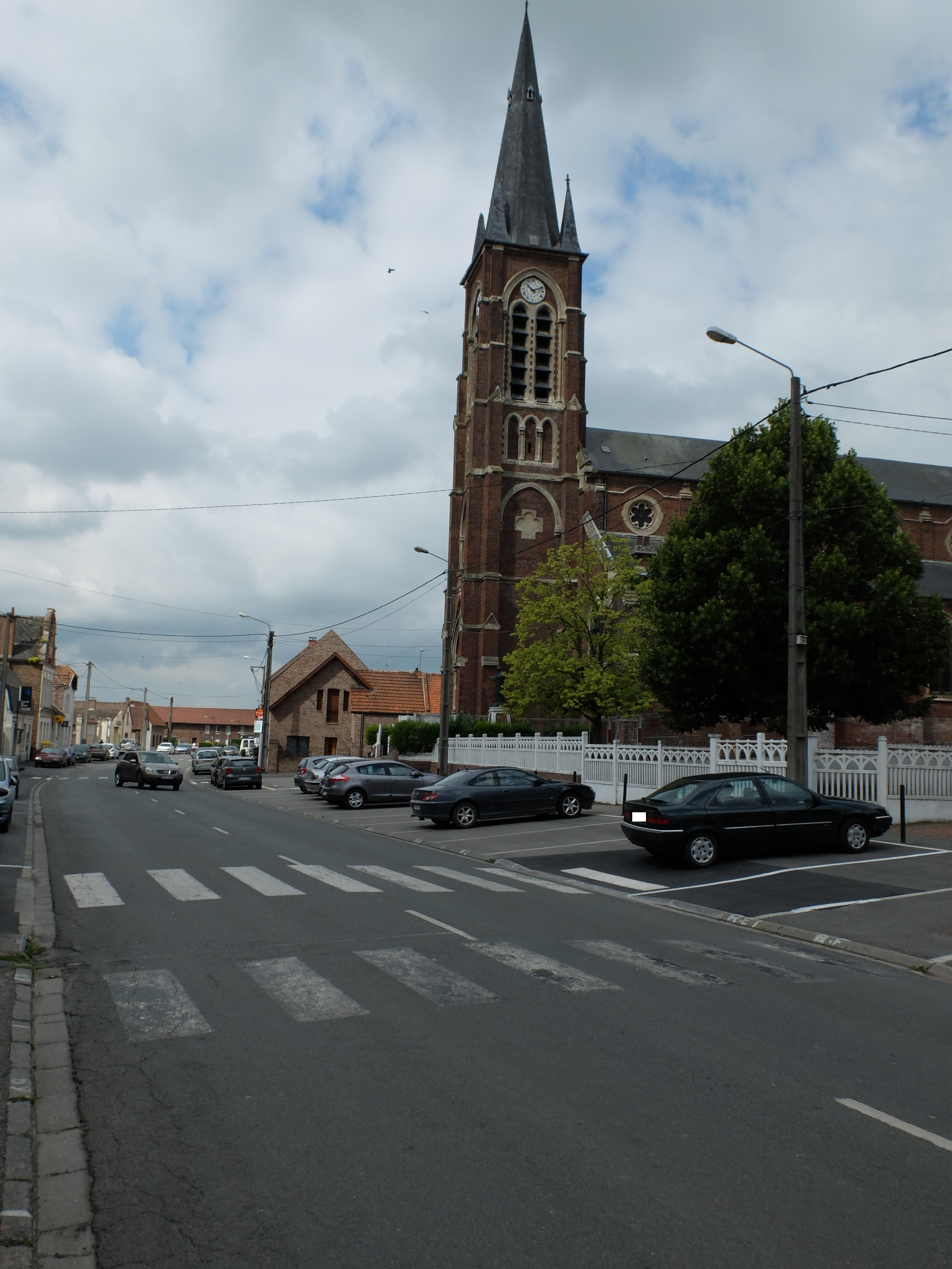
L'église.
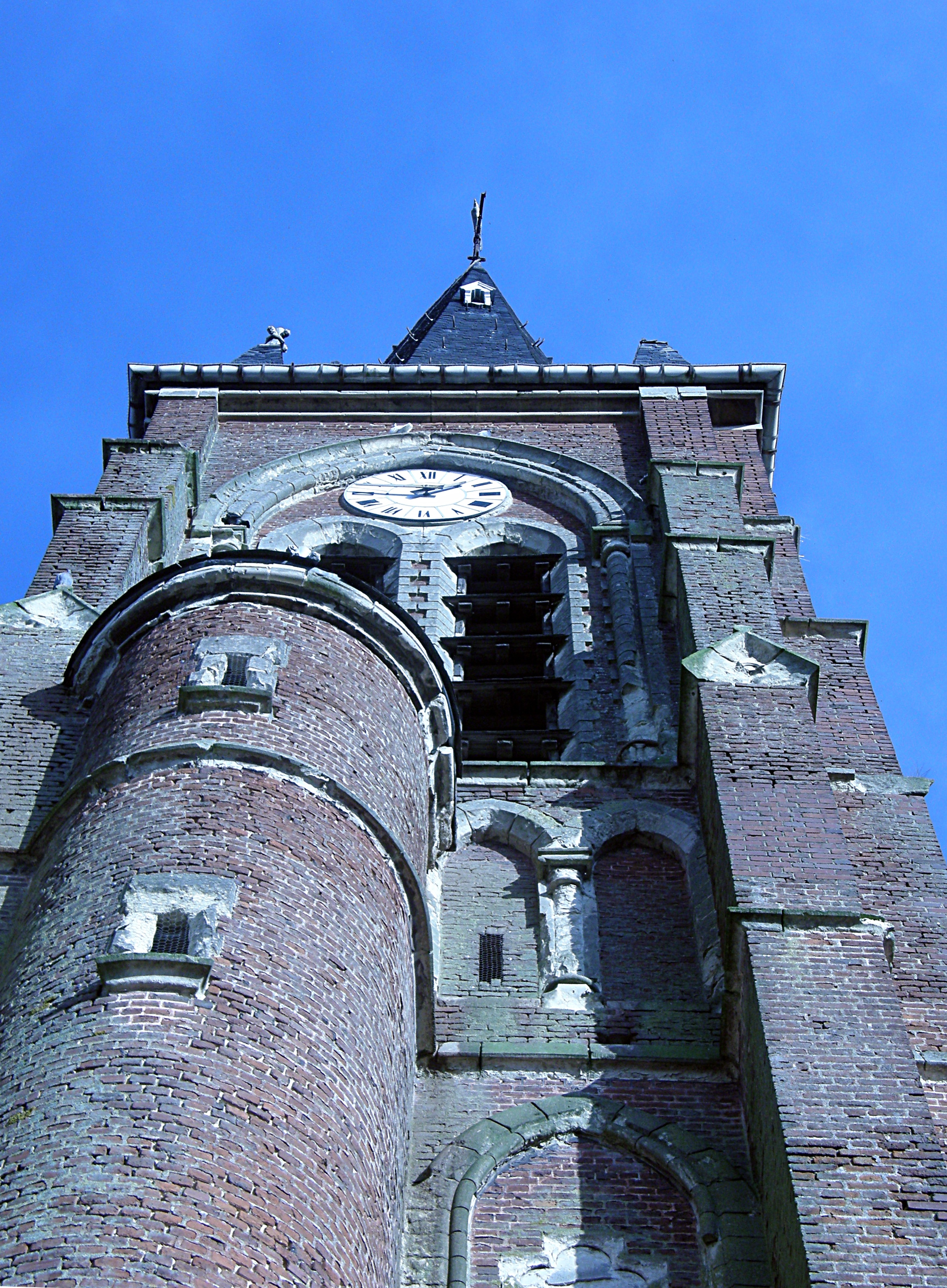
Le clocher de l'église Saint-Quentin.
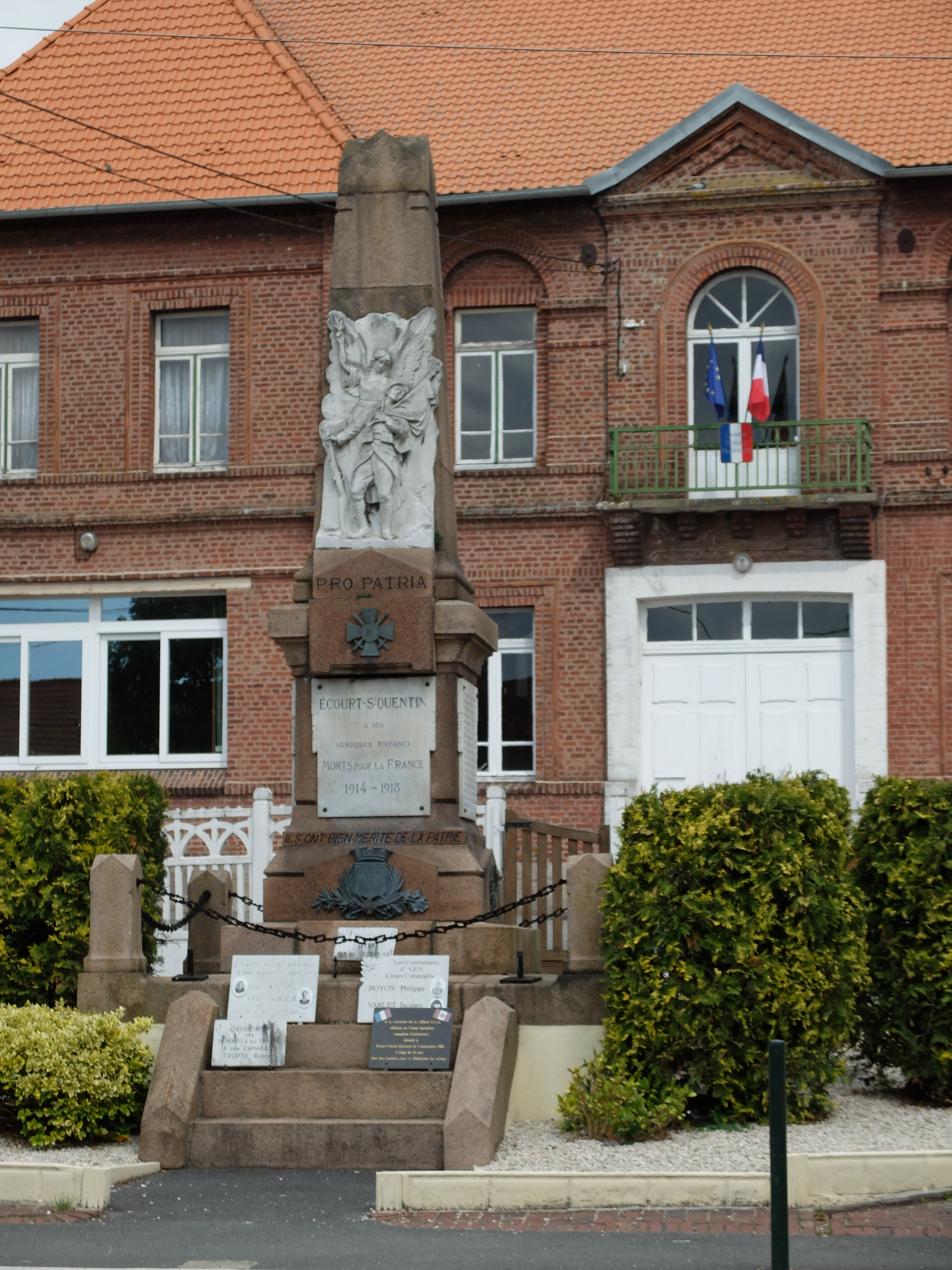
Le monument aux morts.

### Personnalités liées à la commune
- Pierre Parmentier (1907-1977), footballeur et entraîneur, mort dans la commune.

### Héraldique
| Blason de Écourt-Saint-Quentin | Blason  | Parti: au 1er de gueules au buste de saint Quentin d'argent, les épaules percées par deux clous du même, au 2e d'or au rais d'escarboucle de sable percée de gueules. Ornements extérieursCroix de guerre 1914-1918 |
| Blason de Écourt-Saint-Quentin | Détails | Le premier du parti est au buste du saint patron, Quentin, et le second du parti est aux armes de l'abbaye de Marchiennes. Adopté par la municipalité en 1981.                                                      |

## Pour approfondir